# Face to Face (banda)
Face to Face é uma banda estadunidense de punk rock formada em 1991 na Califórnia.

## História
A formação original da banda constava com Trever Keith no vocal e na guitarra, Rob Kurth na bateria e Matt Riddle no baixo. Com essa formação lançando em 1992 o primeiro álbum de estúdio o "Don’t Turn Away". Em 1993 Chad Yaro entrou como segundo guitarrista e iniciaram uma turnê gravando uma série de singles e compilações em 1994 como Over It.
A reputação da banda cresceu quando a canção "Disconnected" virou hit e tocou em uma rádio local de Los Angeles e o álbum "Big Choice" vendeu mais de cem mil cópias. Em 1996 o baixista Matt Riddle deixou a banda e foi substituído por Scott Shiflett. No mesmo ano a banda lança o álbum "Face to Face", Em 1999 gravaram o álbum "Ignorance is Bliss" já com novo baterista Pete Parada. No ano seguinte voltaram com mais peso lançando o álbum "Reactionary" . Em 2001 lançaram o "Standart & Practices" que é um álbum somente de covers de bandas como The Smiths, Pixies, Ramones, entre outras. Voltando a formação inicial da banda (trio), o Face to Face lança "How To Ruin Everthing" (2002), e em 2003 entram em hiato com direito a turnê de despedida em 2004 (Farewell Tour) após 13 anos de banda e seis álbuns de estúdio lançados.
Em 2008 a banda retorna com a mesma formação de "Ignorance is Bliss", porém sem Pete Parada que entra no lugar de Atom Willard no The Offspring, sendo assim Danny Thompson é o escolhido para substituí-lo. No ano de 2010 é anunciado um novo álbum do quarteto. (sem detalhes quanto a data de lançamento)

## Integrantes
- Trever Keith - vocal e guitarra rítmica
- Dennis hill - guitarra e vocal de apoio
- Scott Shiflett - baixo e vocal de apoio
- Danny Thompson - bateria

### Ex-integrantes
- Mark Haake - guitarra - (1989 - 1991)
- Matt Riddle - baixo - (1991 - 1995)
- Rob Kurth - bateria - (1991 - 1998)
- Jose Medeles - bateria - (1998)
- Pete Parada - bateria - (1999 - 2003)